# Olympio Mourão Filho
Olympio Mourão Filho (Diamantina, 1900. május 9. – Rio de Janeiro, 1972. május 28.) brazil katona. Az 1964-es brazíliai coup d'étatban és az integrizmus mozgalmában játszott aktív szerepet.